# Халкоген
Халкогените са група на периодичната система (бивша VIA), известни още като „кислородна група“. Групата включва следните химични елементи:
- кислород
- сяра
- селен
- телур
- полоний
- ливерморий

Кислородът, сярата и селенът са неметали, а телурът и полоният са металоиди полупроводници.